# ピーター・ハイン
ピーター・ハイン（Peter Hein、1973年8月12日 - ）は、インドのボリウッド・南インド映画で活動するアクション振付師、アクション監督。代表作に『Anniyan』『ボス その男シヴァージ』『Ghajini』『マガディーラ 勇者転生』『ロボット』『ラーヴァン』『7aum Arivu』『Kochadaiiyaan』『バーフバリ 伝説誕生』『バーフバリ 王の凱旋』『Pulimurugan』『Madhura Raja』があり、フィルムフェア賞 アクション賞、国家映画賞 アクション監督賞を受賞している。

## キャリア

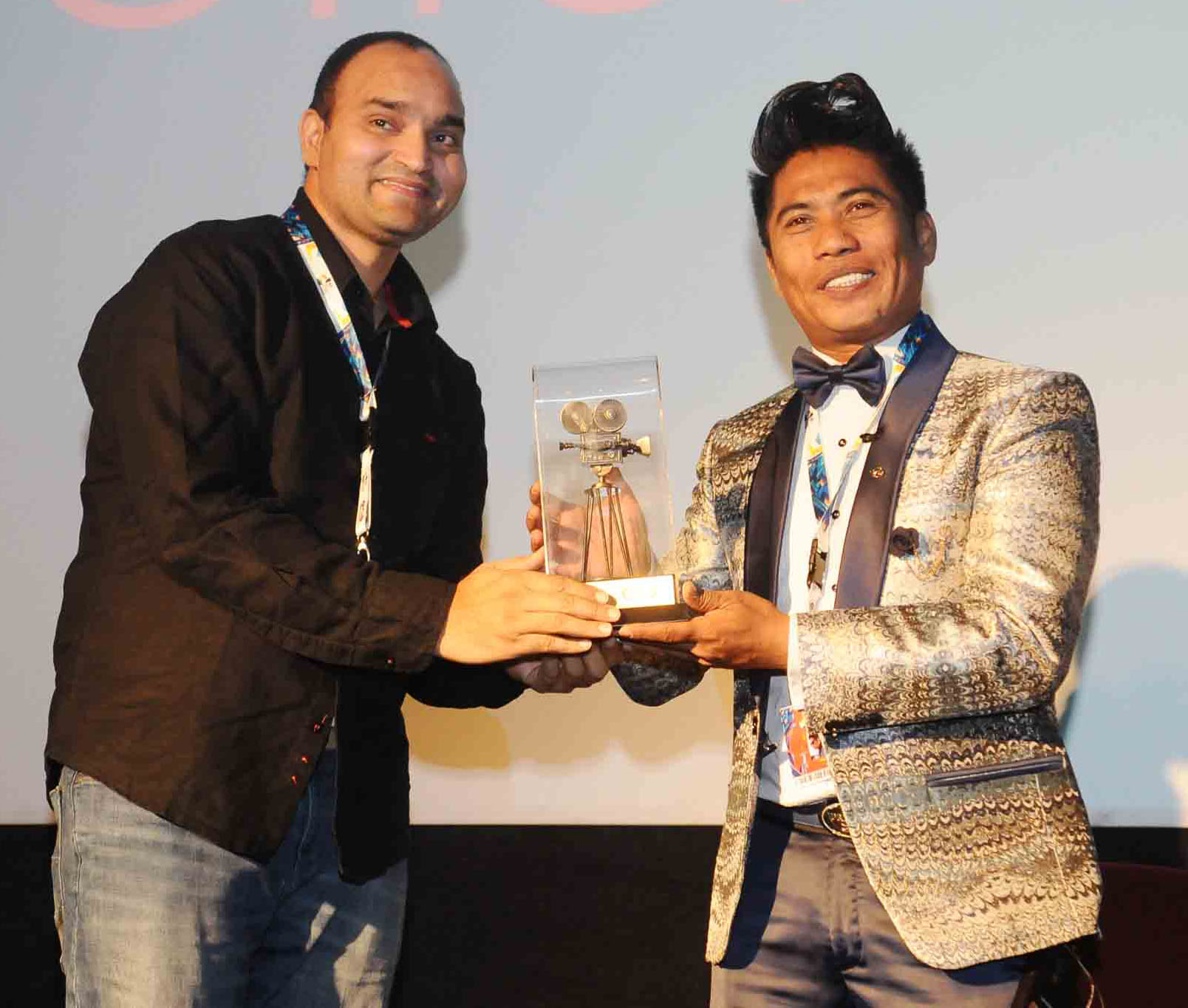
第47回インド国際映画祭に出席するピーター・ハイン（右）

ポンディシェリ連邦直轄領カーライッカールの出身で、幼少期をチェンナイのヴァダパラニで過ごした。タミル人の父親とベトナム人の母親との間に生まれ、父ペルマルはアシスタント・アクション・マスターをしていた。成人後、ピーターはタミル語映画、テルグ語映画、マラヤーラム語映画でアクション・エキストラ及びアシスタント・アクション・マスターとしてキャリアをスタートさせる。彼はアクション監督のカナル・カンナン、ヴィジャヤンの下でアシスタントを務め、ガウタム・ヴァスデーヴ・メーナンの『Minnale』でアクション監督デビューする。同作のアクション指導を評価したクリシュナ・ヴァムシーから『Murari』のアクション監督に起用され、これ以降複数のタミル語映画、テルグ語映画でアクション監督、スタント監督を務めるようになった。2005年にラーム・ゴーパール・ヴァルマからオファーを受け『James』のアクション監督を務めた。マニラトナムから『ラーヴァン』のオファーを受けるが、『マガディーラ 勇者転生』のスケジュールと重なっていたため、『ラーヴァン』には一部のシーンのみ手掛けている。

## フィルモグラフィー

### アクション振付

#### アクション監督
- Minnale（2001年）
- Murari（2001年）
- Middle Class Madhavan（2001年）
- Student No: 1（2001年）
- Snehituda（2001年）
- Santosham（2002年）
- Roja Kootam（2002年）
- Run（2002年）
- April Maadhathil（2002年）
- Vellithira（2003年）
- Simhadri（2003年）
- Naaga（2003年）
- Arasu（2003年）
- Punnagai Poove（2003年）
- Pudhiya Geethai（2003年）
- Paarai（2003年）
- Parthiban Kanavu（2003年）
- Malsaram（2003年）
- Kaakha Kaakha（2003年）
- Kadhal Kisu Kisu（2003年）
- Alaudin（2003年）
- Alai（2003年）
- Ottran（2003年）
- Anjaneya（2003年）
- Thirumalai（2003年）
- Enakku 20 Unakku 18（2003年）
- Varsham（2004年）
- Anji（2004年）
- Pudhukottaiyilirundhu Saravanan（2004年）
- Puttintiki Ra Chelli（2004年）
- Jana（2004年）
- New（2004年）
- Naani（2004年）
- Adavi Ramudu（2004年）
- Gharshana（2004年）
- Kanninum Kannadikkum（2004年）
- Gowri（2004年）
- Bose（2004年）
- 7G Rainbow Colony（2004年）
- Ponniyin Selvan（2005年）
- James（2005年）
- Mazhai（2005年）
- Anniyan（2005年）
- Athadu（2005年）
- チャトラパティ（英語版）（2005年）
- Veerabhadra（2006年）
- Family（2006年）
- Bommarillu（2006年）
- Aathi（2006年）
- Pournami（2006年）
- Sainikudu（2006年）
- Munna（2007年）
- Aata（2007年）
- ボス その男シヴァージ（2007年）
- Ready（2008年）
- Tashan（2008年）
- Satya in Love（2008年）
- Heroes（2008年）
- Ghajini（2008年）
- Ek: The Power of One（2009年）
- マガディーラ 勇者転生（2009年）
- Darling（2010年）
- ラーヴァン（英語版）（2010年）
- ラーヴァン（英語版）（2010年）
- あなたがいてこそ（2010年）
- ロボット（2010年）
- Khaleja（2010年）
- ブリンダーヴァナム 恋の輪舞（2010年）
- Ramaa: The Saviour（2010年）
- Orange（2010年）
- Ko（2011年）
- Badrinath（2011年）
- D-17（2011年）
- Dookudu（2011年）
- 7aum Arivu（2011年）
- エージェント・ヴィノッド 最強のスパイ（2012年）
- Super Six（2012年）
- Maattrraan（2012年）
- Julayi（2012年）
- Attarintiki Daredi（2013年）
- Race 2（2013年）
- 1: Nenokkadine（2014年）
- Kochadaiiyaan（2014年）
- Govindudu Andarivadele（2014年）
- ザ・フェイス（2014年）
- バーフバリ 伝説誕生（2015年）
- Ranna（2015年）
- Dohchay（2015年）
- ルドラマデーヴィ 宿命の女王（2015年）
- Pulimurugan（2016年）
- バーフバリ 王の凱旋（2017年）
- Spyder（2017年）
- 至高の奉仕（英語版）（2017年）
- Touch Chesi Chudu（2018年）
- Gulaebaghavali（2018年）
- Naa Peru Surya（2018年）
- Odiyan（2018年）
- ペーッタ（英語版）（2019年）
- Natasaarvabhowma（2019年）
- Irupathiyonnaam Noottaandu（2019年）
- Madhura Raja（2019年）
- Kaappaan（2019年）
- Jack & Daniel（2019年）
- Asuran（2019年）
- ダルバール 復讐人（英語版）（2020年）
- Ka Pae Ranasingam（2020年）
- Bhuj: The Pride of India（2021年）
- Aranmanai 3（2021年）
- プシュパ 覚醒（2021年）
- Sám Hối: The Living Sandbag（2021年）
- Ramarao on Duty（2022年）
- Godfather（2022年）
- Laththi（2022年）
- 後継者（英語版）（2023年）
- Viduthalai Part 1（2023年）
- Kushi（2023年）
- マーク・アントニー（英語版）（2023年）
- Viduthalai Part 2（2024年）
- Rathnam（2024年）
- カルキ 2898-AD（2024年）
- Indian 2（2024年）
- Idiyan Chandhu（2024年）
- Raayan（2024年）
- デーヴァラ（2024年）
- Pushpa 2: The Rule（2024年）

#### アシスタント
- Raavanaprabhu（2001年） - モーハンラールとシッディーキー（英語版）の格闘シーンの振付[3]

### 俳優

#### ゲスト出演
- Ottran（2003年）
- Gowri（2004年）
- Pudhukottaiyilirundhu Saravanan（2004年）
- Ko（2011年）
- Pulimurugan（2016年）
- Jack & Daniel（2019年）

#### アクション要員
- Kaviya Thalaivan（1992年）
- Band Master（1993年）
- Veettai Paaru Naattai Paaru（1994年）
- Priyanka（1994年）
- Madhumitha（1994年）
- Sarigamapadani（1994年）
- Akkarai Seemaiyile（1994年）
- Pudhiya Mannargal（1994年）
- Vishnu（1995年）
- Periya Kudumbam（1995年）
- Chandralekha（1995年）
- ムトゥ 踊るマハラジャ（1995年）
- Seethanam（1995年）
- Manathile Oru Paattu（1995年）
- Parambarai（1996年）
- Sengottai（1996年）
- Thuraimugam（1996年）
- Avvai Shanmugi（1996年）
- Mr. Romeo（1996年）
- Selva（1996年）
- Hitler（1997年）
- Sakthi（1997年）
- Aravindhan（1997年）
- Adimai Changili（1997年）
- Rathna（1998年）
- Thulladha Manamum Thullum（1999年）
- パダヤッパ いつでも俺はマジだぜ!（英語版）（1999年）
- Jodi（1999年）
- Mudhalvan（1999年）
- Uyirile Kalanthathu（2000年）

## 受賞歴
- タミル・ナードゥ州映画賞 スタント・コーディネーター賞（英語版）：『Bose』（2004年）
- フィルムフェア賞 南インド映画部門アクション監督賞：『Anniyan』（2005年）
- フィルムフェア賞 アクション賞（英語版）：『Ghajini』（2009年）
- エジソン賞（英語版）：『ロボット』（2010年）
- タミル・ナードゥ州映画賞 スタント・コーディネーター賞：『Ko』（2011年）
- 南インド国際映画賞アクション振付賞（2011年）
- ノルウェー・タミル映画祭賞（英語版）アクション振付賞：『Ko』（2011年）
- ナンディ賞 ファイトマスター賞（英語版）：『バーフバリ 伝説誕生』（2015年）
- アジアネット映画賞（英語版）審査員特別賞（2017年）
- 国家映画賞 アクション監督賞：『Pulimurugan』（2016年）